# 부갈라섬

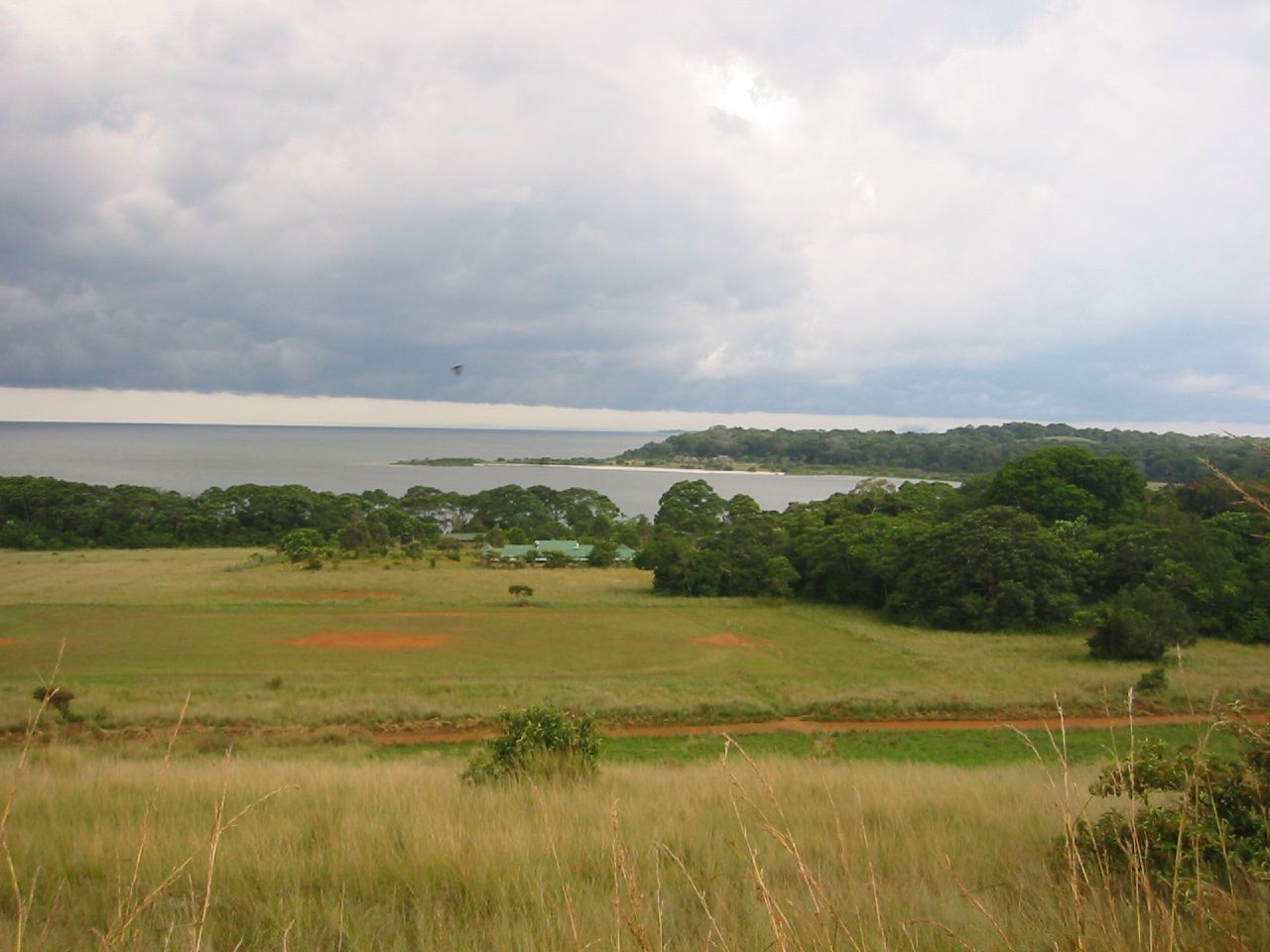
우간다 빅토리아호 부갈라섬

부갈라섬(Bugala Island)은 우간다에 있는 섬으로, 우간다 최대 섬이자 세계에서 10번째로 큰 호수섬이다. 면적이 275 km2 (106 mi2)이며, 빅토리아호에서 탄자니아의 우케레웨섬 다음으로 두 번째로 큰 섬이자, 우케레웨섬과 콩고 민주 공화국의 이쥐섬에 이어 아프리카에서 세 번째로 큰 호수섬이다. 칼랑갈라구의 세세 제도에 속해 있다. 부갈라섬의 주요 도시는 칼랑갈라이다. 칼랑갈라 시 의회 부줌바 군 칼랑갈라 구에 위치한다.

## 부갈라섬의 기반 시설
부갈라섬은 칼랑갈라 구의 다른 모든 섬 중에서 가장 개발이 잘 되어 있으며, 중심이자 주요 섬 역할을 한다. 이 섬에는 두 개의 기름야자유 공장이 있는데 하나는 무고예 부군에 있는 부쿠진두에, 다른 하나는 부줌바 군에 있는 브웬데로에 위치한다. 또한 루쿠에서 칼랑갈라를 거쳐 물라바나까지 이어지는 65.6km의 'B'등급 머럼 도로가 섬의 주요 도로 역할을 한다. 이 도로는 2016년 칼랑갈라 인프라 서비스(KIS)에 의해 재건되었다. 또한 착륙지와 외딴 마을에서 여러 개의 지선 도로가 연결된다. 부갈라섬에는 기름야자 플랜테이션을 연결하는 도로도 있다. 부갈라섬은 KIS가 무고예 부군에 있는 부쿠진두에서 생산하는 하이브리드-전기 전력을 사용한다. "..........부쿠진두 발전소는 빅토리아호의 부갈라섬 주민들에게 전력을 공급하는 1.6MW 태양광-디젤 하이브리드 발전소이다. 2014년 12월에 시운전되었고 2015년 3월에 운영을 시작했다. 현재 3,397가구 이상과 몇몇 호텔 및 소규모 기업을 포함한 49개의 상업 고객에게 전력을 공급한다........"는 부갈라섬의 전력 공급업체의 웹사이트에서 접근한 데이터의 일부이다. 이러한 '자체 생산' 전력 외에도 부갈라섬은 2024년 6월에 마사카구의 부카카타에서 부갈라섬의 부고마까지 빅토리아호를 지나는 6km 길이의 해저 전력 케이블을 통해 전국 전력망에 연결되었다. 부갈라섬에는 모군인 칼랑갈라구에 있는 4개의 중등학교 중 2개가 있는데, 칼랑갈라 시 의회에 있는 비숍 던스턴 은수부가 기념 중등학교와 무고예 부군에 있는 세르왕가 루왕가 기념 중등학교이다. 부갈라섬의 보건 인프라에는 칼랑갈라 시 의회에 있는 칼랑갈라 보건소 IV와 보건소 III 및 II와 같은 하위 보건 시설이 포함된다.

## 경제 활동
부갈라섬 주민들은 네 가지 주요 활동에 종사한다.
- 어업
- 플랜테이션 농업(기름야자 재배)
- 소매업
- 관광 사업

## 부갈라섬 출신의 저명한 인물

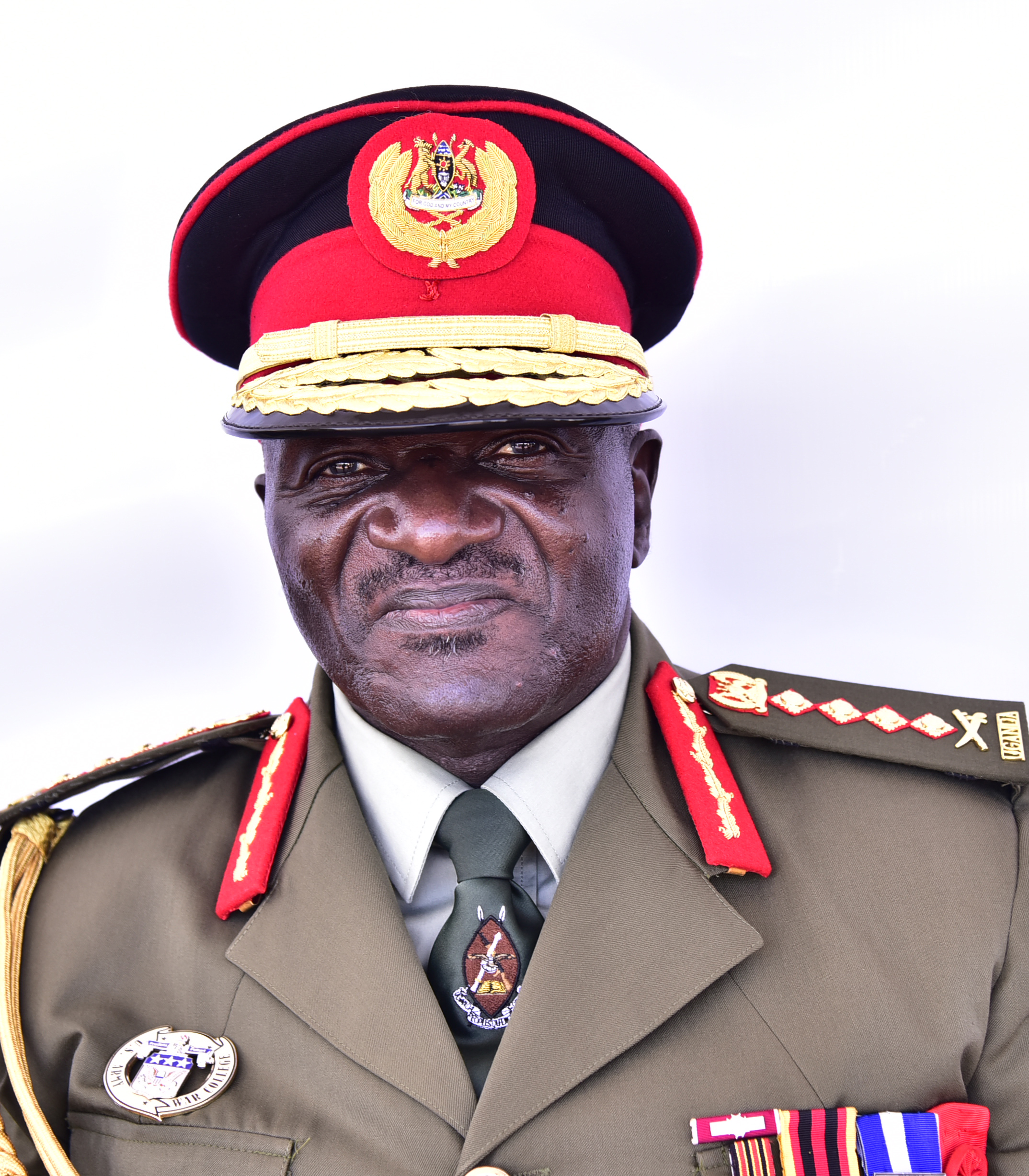
우간다의 건설 및 교통부 장관 카툼바 와말라 장군. 그는 칼랑갈라의 부갈라섬 출신이다.

- 에드워드 카툼바 와말라 장군 (전 경찰청장, 국방부 장관, 현 건설 및 교통부 장관)
- 고 콜. 세르왕가 루왕가 (전 CA 대표이자 UPDF[6] 정치위원이자 NRA 부시 전쟁 참전용사)
- 고 혼. 폴 카왕가 세모게레[7] (전 내각 장관이자 우간다 민주당 대표)
- 고 혼. 제럴드 무테비 물와니라[8] (전 토지, 주택 및 도시 개발 국무장관)

## 관광 명소 및 기타 유산지
부갈라섬은 우간다 본토와 해외에서 많은 관광객을 유치한다.
섬의 주요 관광 명소는 다음과 같다.
- 주로 루토보카에 위치한 백사장 해변, 인기 있는 미렘베 리조트 포함
- 부간다 왕국의 권위를 상징하는 담물라의 발원지로 알려진 루고 문화림
- 선교사 아만스 형제[9]와 시메온 루델 마르펠 신부(보통 마페라로 알려짐)가 들렀다고 믿어지는 부고마
- 나일강의 발원지를 찾아 나선 영국 탐험가의 여정과 관련된 존 스피크의 동굴.